# Romul Petru Vonica
Romul Petru Vonica (n. 1931 – d. 15 octombrie 2014) a fost  un jurist român, care a îndeplinit funcția de senator de Iași în legislatura 1992-1996 și apoi judecător la Curtea Constituțională a României (1996-2001). Romul Petru Vonica a demisionat din Senat pe data de 11 septembrie 1996 și a fost înlocuit de senatorul Dumitru Cojocariu.

## Biografie
A fost președinte al Judecătoriei Iași și conf. dr. la Facultatea de Drept a Universității "Al. I. Cuza" din Iași.
În urma alegerilor parlamentare din octombrie 1992, Romul Petru Vonica a fost ales ca senator de Iași, pe listele Frontului Democrat al Salvării Naționale (FDSN), actualul PSD. În calitate de senator, a activat ca membru în Comisia juridică, de numiri, disciplină, imunități și validări (până în iulie 1993) și în Comisia pentru buget, finanțe și bănci (din noiembrie 1993). A demisionat la data de 11 septembrie 1996 din Parlamentul României, optând pentru demnitatea de judecător la Curtea Constituțională a României la care a fost ales în locul lui Antonie Iorgovan.
În septembrie 1996, Romul Petru Vonică a fost numit, de către Senatul României, judecător la Curtea Constituțională a României, pentru un mandat care a expirat în anul 2001, după care a revenit la practica avocațială.
În anul 2000, a fost decorat de către președintele României, Emil Constantinescu, cu Ordinul Național „Pentru Merit” în grad de Mare Cruce.

## Lucrări publicate
Romul Petru Vonica este autorul mai multor lucrări de introducere în drept și de drept comercial, dintre care menționăm următoarele:
- Drept comercial. Vol I (Ed. Victor, 1997);
- Dreptul contractelor comerciale (Ed. Holding Reporter, București, 1999):
- Dreptul societăților comerciale (Ed. Lumina Lex, București, 2000);
- Drept comercial – partea generală (Ed. Lumina Lex, București, 2000);
- Introducere generală în drept (Ed. Lumina Lex, București, 2000);
- Drept comercial. Reorganizarea juridică și falimentul (Ed. Victor, 2001).